# 徳島県道257号蔭名小野線
徳島県道257号蔭名小野線（とくしまけんどう257ごう かげみょうおのせん）は、徳島県美馬郡つるぎ町を通る一般県道である。

## 概要
美馬郡つるぎ町半田から徳島県道256号上蓮小野線交点に至る。美馬郡つるぎ町半田地区の集落沿いを結ぶ道で、全体的に1 - 1.5車線の道である。

### 路線データ
- 起点：美馬郡つるぎ町半田
- 終点：美馬郡つるぎ町半田（徳島県道256号上蓮小野線交点）
- 総延長：3.283 km[1]

## 歴史
- 1959年（昭和34年）1月31日 - 徳島県道125号として認定
- 1972年（昭和47年）3月10日 - 現在の路線番号で再認定

## 地理

### 通過する自治体
- 徳島県
  - 美馬郡つるぎ町

### 交差する道路
| 交差する道路            | 交差する場所 | 交差する場所 |
| ----------------------- | ------------ | ------------ |
| 徳島県道256号上蓮小野線 | 半田         | 終点         |

### 沿線
- 於安パーク
- つるぎ町立半田中学校
- つるぎ町立半田小学校
- 半田川